# Canadian Championship 2013
Die Canadian Championship 2013 (offiziell: Amway Canadian Championship) war ein Fußballturnier, welches von der Canadian Soccer Association organisiert wurde und zur Ermittlung des kanadischen Teilnehmers an der CONCACAF Champions League 2013/14 diente.
Das Teilnehmerfeld bestand aus den am professionellen Spielbetrieb in Nordamerika teilnehmenden kanadischen Vereinen Toronto FC, Vancouver Whitecaps und Montreal Impact aus der Major League Soccer sowie dem FC Edmonton, der in der North American Soccer League spielt.
Das Turnier wurde wie im Vorjahr im K.O.-Modus mit Halbfinale und Finale ausgetragen. Dabei wurden die Setznummern nach der Vorjahresplatzierung in der MLS (1, 2 und 3) vergeben. Der FC Edmonton wird an Nummer 4 gesetzt. Die Begegnungen werden als Hin- und Rückspiel ausgetragen, dabei hat das besser gesetzte Team im Rückspiel Heimrecht bzw. kann im Finale wählen, in welcher der beiden Partien es das Heimrecht ausübt.
Die Hinspiele der Halbfinals fanden am 24. April und 1. Mai statt. Das Finale wurde am 14. Mai und 29. Mai ausgetragen. Montreal gewann das Finale gegen Vancouver mit 0:0 (in Montreal) und 2:2 (in Vancouver).

## Turnierverlauf
|  | Halbfinale | Halbfinale          | Halbfinale | Halbfinale | Halbfinale |  |  | Finale | Finale              | Finale | Finale | Finale |
|  |            |                     |            |            |            |  |  |        |                     |        |        |        |
|  |            |                     |            |            |            |  |  |        |                     |        |        |        |
|  |            | Vancouver Whitecaps | 3          | 2          | 5          |  |  |        |                     |        |        |        |
|  |            | FC Edmonton         | 2          | 0          | 2          |  |  |        |                     |        |        |        |
|  |            |                     |            |            |            |  |  |        | Vancouver Whitecaps | 0      | 2      | 2      |
|  |            |                     |            |            |            |  |  |        | Montreal Impact     | 0      | 2      | 2      |
|  |            | Montreal Impact     | 0          | 6          | 6          |  |  |        |                     |        |        |        |
|  |            | FC Toronto          | 2          | 0          | 2          |  |  |        |                     |        |        |        |
|  |            |                     |            |            |            |  |  |        |                     |        |        |        |

### Halbfinale

#### Hinspiel
| 24. April 2013 19:45 (Ortszeit) | FC Edmonton      | 2 : 3   | Vancouver Whitecaps                       | Commonwealth Stadium, Edmonton, Alberta Zuschauer: 2.836 Schiedsrichter: Silviu Petrescu |
| 24. April 2013 19:45 (Ortszeit) | Cox 8′ Nurse 28′ | Bericht | Sanvezzo 5′ 83′ (Strafstoß) Heinemann 89′ | Commonwealth Stadium, Edmonton, Alberta Zuschauer: 2.836 Schiedsrichter: Silviu Petrescu |

| 24. April 2013 20:00 (Ortszeit) | Toronto FC             | 2 : 0   | Montreal Impact | BMO Field, Toronto, Ontario Zuschauer: 11.043 Schiedsrichter: Paul Ward |
| 24. April 2013 20:00 (Ortszeit) | Henry 49′ Wiedeman 81′ | Bericht |                 | BMO Field, Toronto, Ontario Zuschauer: 11.043 Schiedsrichter: Paul Ward |

#### Rückspiel
| 1. Mai 2013 19:00 (Ortszeit) | Vancouver Whitecaps              | 2 : 0   | FC Edmonton | BC Place, Vancouver, British Columbia Zuschauer: 14.892 Schiedsrichter: Geoff Gamble |
| 1. Mai 2013 19:00 (Ortszeit) | Hertzog 58′ Saiko 67′ (Eigentor) | Bericht |             | BC Place, Vancouver, British Columbia Zuschauer: 14.892 Schiedsrichter: Geoff Gamble |

| 1. Mai 2013 19:30 (Ortszeit) | Montreal Impact                                             | 6 : 0   | Toronto FC | Stade Saputo, Montreal, Quebec Zuschauer: 14.931 Schiedsrichter: Drew Fischer |
| 1. Mai 2013 19:30 (Ortszeit) | Mapp 24′ Paponi 33′ Di Vaio 44′ 90′ Romero 61′ Wenger 90+4′ | Bericht |            | Stade Saputo, Montreal, Quebec Zuschauer: 14.931 Schiedsrichter: Drew Fischer |

### Finale

#### Hinspiel
| 15. Mai 2013 19:30 (Ortszeit) | Montreal Impact | 0 : 0 | Vancouver Whitecaps | Stade Saputo, Montreal, Quebec Zuschauer: 12.016 Schiedsrichter: Silviu Petrescu |
| 15. Mai 2013 19:30 (Ortszeit) | Bericht         |       |                     | Stade Saputo, Montreal, Quebec Zuschauer: 12.016 Schiedsrichter: Silviu Petrescu |

#### Rückspiel
| 29. Mai 2013 19:00 (Ortszeit) | Vancouver Whitecaps       | 2 : 2   | Montreal Impact       | BC Place, Vancouver, British Columbia Zuschauer: 18,183 Schiedsrichter: Drew Fischer |
| 29. Mai 2013 19:00 (Ortszeit) | Sanvezzo 4′ Kobayashi 69′ | Bericht | Felipe 49′ Camara 84′ | BC Place, Vancouver, British Columbia Zuschauer: 18,183 Schiedsrichter: Drew Fischer |